# Coffeeshop

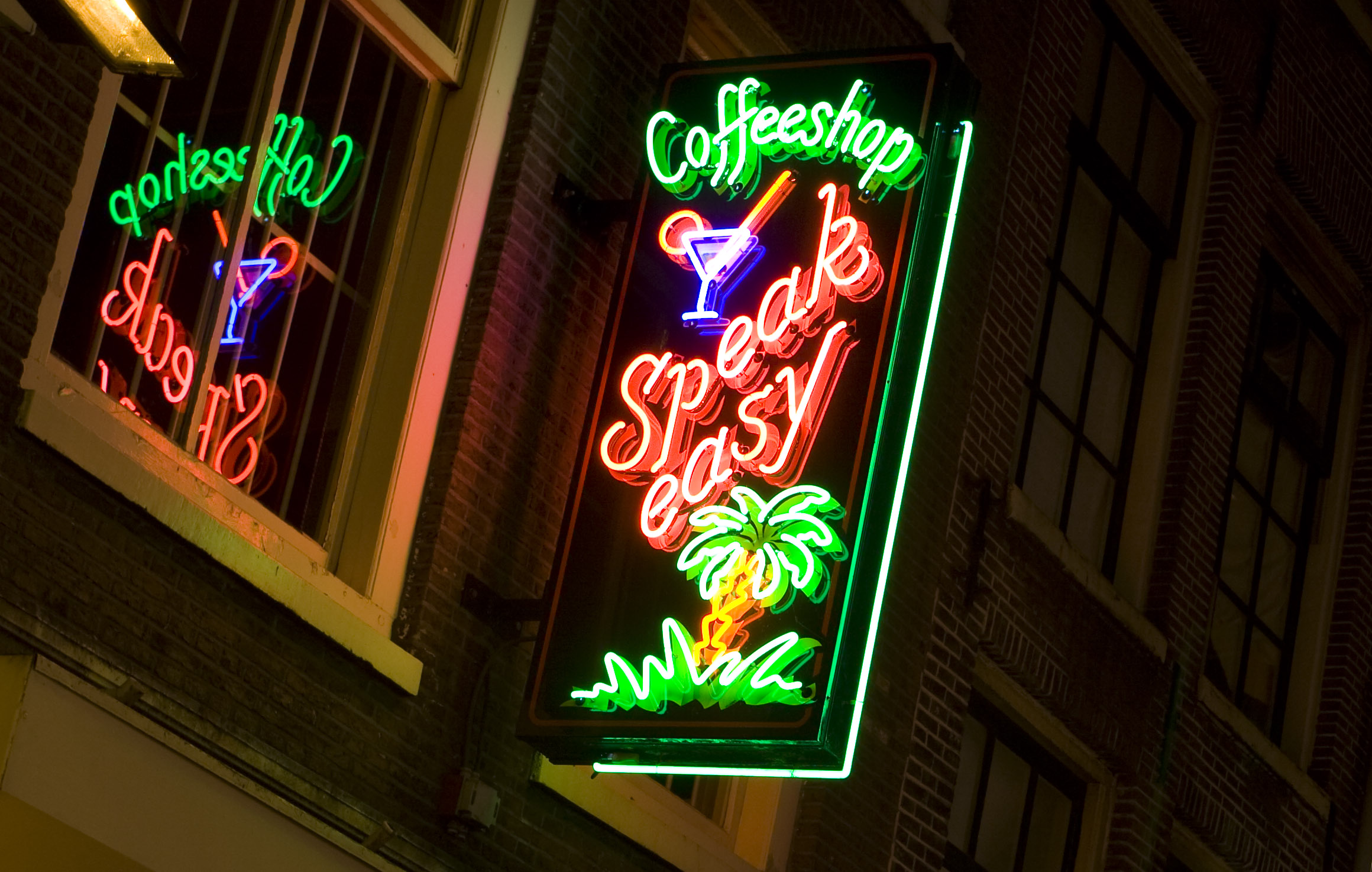
Placa de um coffeeshop em Amsterdã.

Um coffeeshop é, nos Países Baixos, o nome que se dá ao estabelecimento onde a venda de maconha e haxixe para consumo pessoal é tolerada pelas autoridades locais. 
Sob a política de entorpecentes dos Países Baixos, a venda e o consumo de produtos feitos com cannabis e substâncias similares são tolerados e permitidos dentro dos cofeeshops devidamente licenciados, assim como aparelhos destinados ao consumo da erva, como cachimbos, bongs e papéis para confeccionar cigarros. Além da venda destes produtos, a maioria dos cofeeshops também vendem comidas e bebidas.
Nos Países Baixos uma koffiehuis (em holandês: "casa de café") vende café e refeições rápidas, enquanto um café equivale a um café ou bar tradicional.